# 木村小舟
木村 小舟（きむら しょうしゅう、1881年9月12日 - 1954年4月20日）は、岐阜県出身の少年雑誌編集者・童話作家である。本名は木村定次郎。1913年（大正2年）には公共図書館の岐阜通俗図書館を設立した。

## 経歴

### 青年期
1881年（明治14年）9月12日、岐阜県加茂郡加治田村（現在の富加町加治田）に次男として木村定次郎が生まれた。父は郵便局長の木村理右衛門、母はきしであり、定次郎は比較的裕福な家庭に育った。
1888年（明治21年）には加治田尋常小学校に入学するが、1891年（明治24年）には父の理右衛門が死去した。1892年（明治25年）には高等科に入学したが、病弱だったために中退した。定次郎は草花の栽培、昆虫採集、魚釣りなど、自然を愛する幼少期を過ごし、教員、昆虫研究、文学を将来の夢として抱いていた。
1896年（明治29年）には16歳で加治田尋常小学校の代用教員となったが、1898年（明治31年）には名和昆虫研究所の機関誌『昆虫世界』に論文「昆虫の模倣性」を発表し、同年には代用教員を持して名和昆虫研究所の助手となった。同年には雑誌『少年世界』に童話『胡蝶船旅行』が掲載され、児童文学の道を志すようになった。1899年（明治32年）にも『雪姫物語（科学的お伽噺）』『蟻の旅（お伽噺）』など10編が『少年世界』に掲載されている。

### 博文館時代

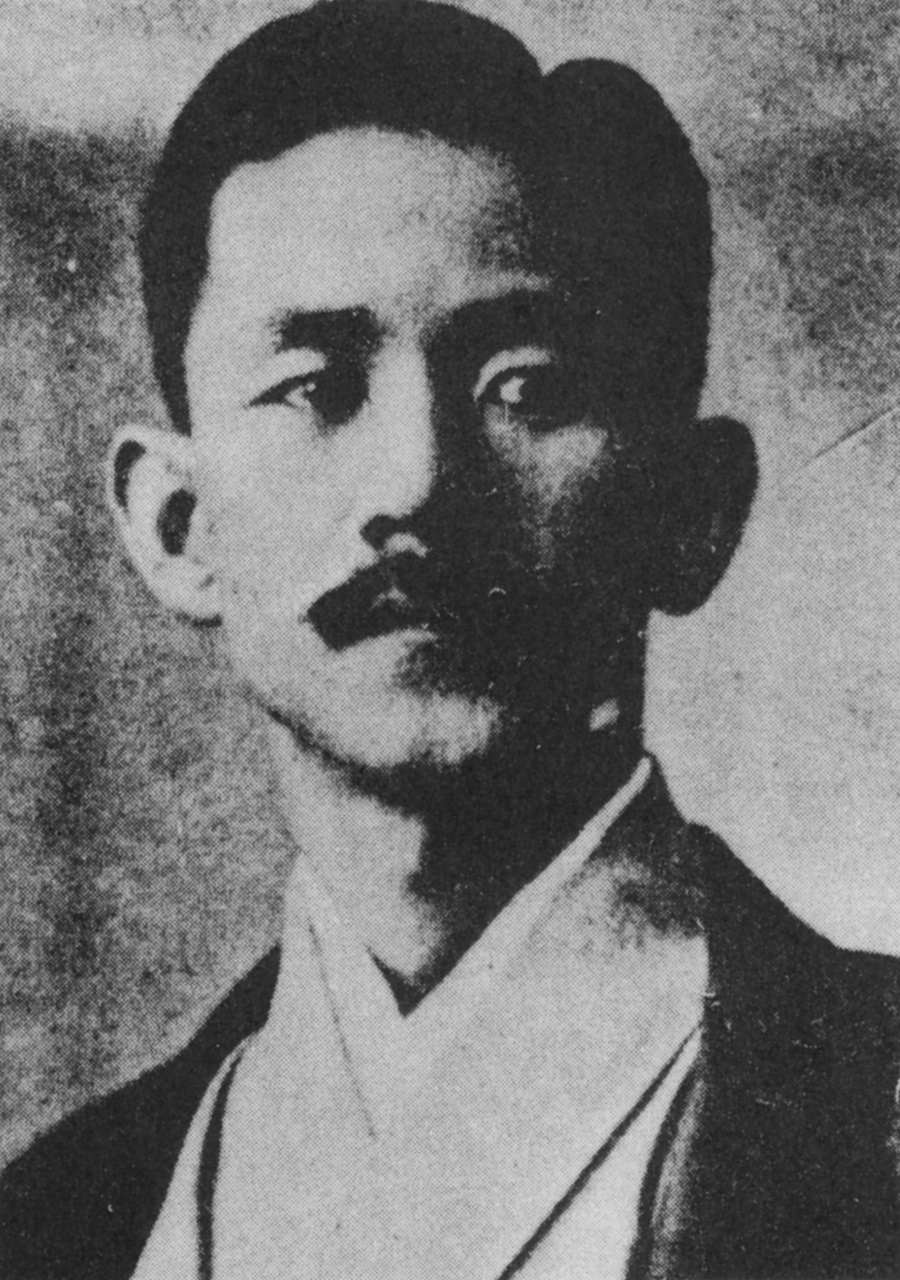
師の巖谷小波

1899年（明治32年）11月には上京して巖谷小波を訪ね、1900年（明治33年）9月には巖谷小波の紹介で博文館編集局に入社した。入社後には恩師の巌谷小波と挿図担当の武内桂舟から一字づつもらい、木村小舟と名乗るようになった。1901年（明治34年）1月には休職して帰郷し、同年5月の徴兵検査では身体薄弱により丙種不合格となった。1902年（明治35年）9月には博文館に復帰し、1903年（明治36年）には『少年世界』の読者らによる少年博物学会を設立した。
1906年（明治39年）には図書館の建設を構想するようになり、故郷の実兄宅に様々な本や雑誌を購入して送るようになった。自身が収集した約1万冊の書籍を元にして、1913年（大正2年）11月1日、岐阜市神田町に岐阜通俗図書館を開設した。1909年（明治42年）には岐阜県教育会附属図書館（後の岐阜県図書館）が開館していたが、岐阜県教育会附属図書館は学術書が中心で館外貸出にも厳しい制限があり、木村小舟はより大衆向けの公共図書館を目指した。木村小舟が館長に就任し、新聞記者の小木曽旭晃（後の岐阜日日新聞編集長）が実質的な運営に携わった。

### 後年の活動
1914年（大正3年）12月には博文館を退社し、1915年（大正4年）には古書業の東亜堂に営業職として入社した。博文館での晩年は『少年世界』の編集長を務め、退社後も『少年世界』に理科談と童話の執筆を続けた。1919年（大正8年）には東亜堂が株式会社化され、木村小舟は取締役に就任した。同年6月には岐阜通俗図書館が隣家の火事で類焼し、再建のめどが立たなかった。1920年（大正9年）には合資会社明治出版を設立したが、1922年（大正11年）には東亜堂・明治出版ともに解散し、多額の負債を抱えた。
1925年（大正14年）からは巖谷小波の助手として東洋の説話の集成に着手した。1933年（昭和8年）9月には巖谷小波が死去したが、1935年（昭和10年）には巖谷小波の遺志を継いで平凡社から『大語園』を刊行し、これが自身の集大成的な仕事となった。1942年（昭和17年）には童話春秋社から『少年文学史 明治篇』を刊行し、「日本の近代児童文学研究上の基礎文献」と評された。1943年（昭和18年）には文部省から明治少年文学の部門で文学賞を授与された。
戦時中の1944年（昭和19年）には脳溢血によって世田谷区の自宅で倒れ、療養と疎開のために岐阜県加茂郡加茂野村鷹之巣（現在の美濃加茂市加茂野町）に移り住んだ。晩年には加治田小学校の一角に加治田村通俗図書館を設立している。戦後には東京に戻って執筆活動を続けたが、1954年（昭和29年）4月20日、東京都中野区の自宅で死去した。

### 死後

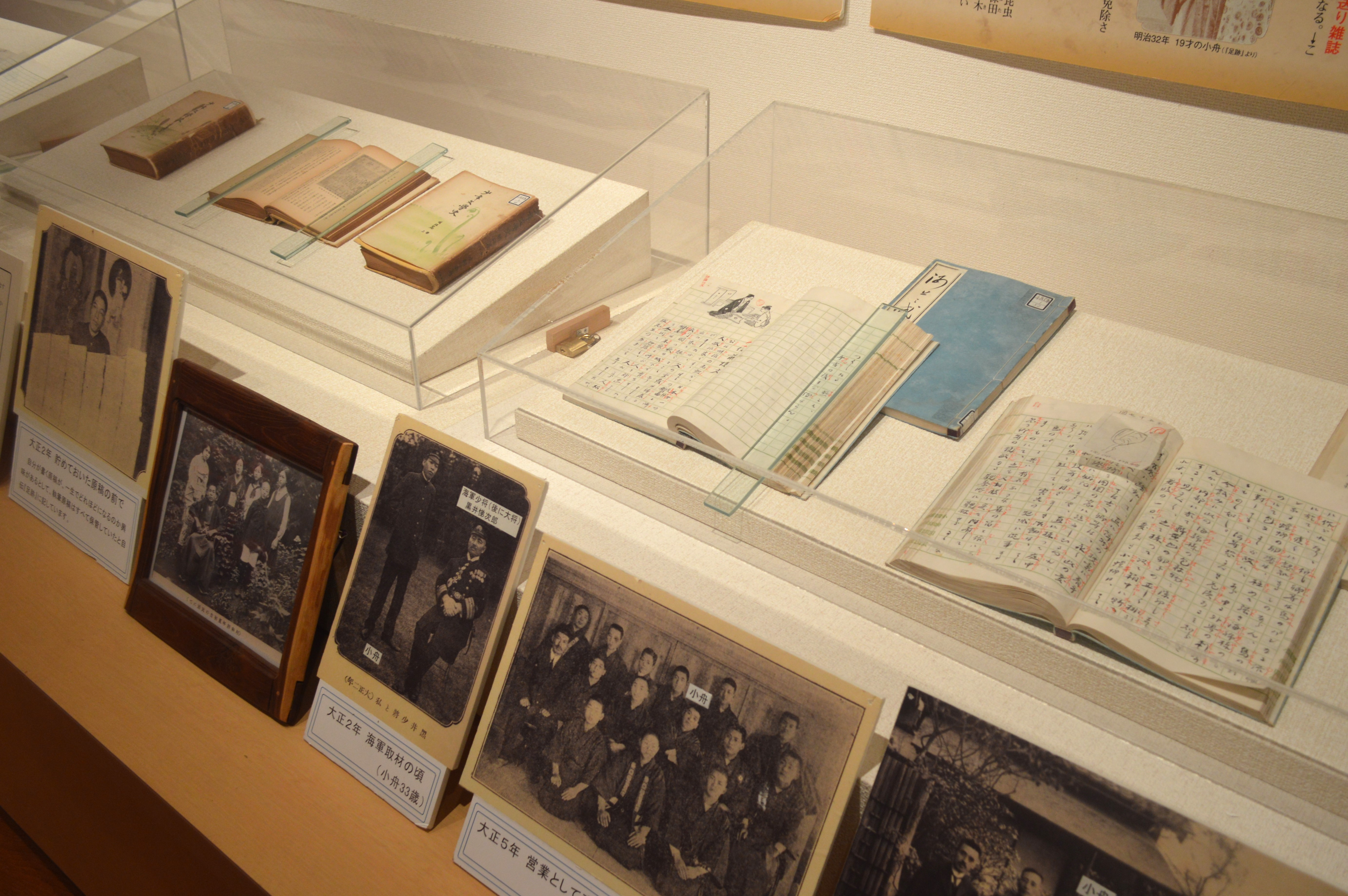
自筆原稿（富加町郷土資料館）

2005年（平成17年）には富加町の有志によって「木村小舟を語る会」が設立された。富加町加治田の清水寺には「木村小舟を語る会」によって木村小舟歌碑が建立された。
故郷の富加町郷土資料館には木村小舟に関する常設展示がある。2009年（平成21年）10月から12月には特別展「小舟さんが残したもの 私たちが語る木村小舟」が開催された。

## 著書
一部の著書のみ羅列する。

### 幼少年書類
- 教育お伽噺（1908年、博文館）
- 少年百科宝鑑（1911年、勉強堂）
- 立志の旅路（1912年、博文館）
- 泰西美談（1924年、広陵社）
- 模範童話選集（1925年、博文館）
- 日本歴史手帳（発行年不明、文運堂）
- 動物手帳（発行年不明、文運堂）
- 世界地理手帳（発行年不明、文運堂）

### 理科書類
- 理科手引草（1902年、博文館）
- 動物の世界（1929年、東亜堂）
- 小学理科の話（発行年不明、京華社）

### 美術及雑書
- 海上生活（1917年、共同出版社）
- 日本仏像物語（1920年、東亜堂）
- 趣味の仏像（1926年、広陵社）